# مور افرایم
مور افرایم (عبری: מור אפרים‎؛ زادهٔ ۱۸ ژانویهٔ ۱۹۸۸) بازیکن فوتبال اهل اسرائیل است.
وی همچنین در تیم ملی فوتبال زنان اسرائیل بازی کرده‌است.